# Мененгай
Мененгай (на английски: Menengai), в превод – място на трупове, е голям спящ щитовиден вулкан в Кения, разположен на рифта Грегъри, който влиза в състава на Източноафриканската рифтова зона. Той е част от голямата вулканична верига по този разлом, простиращ се от Джибути до Мозамбик. По цялата дължина на кенийския рифт са разположени млади вулкани предимно с преобладаващ силициев състав. Младостта на тези вулкани предполага наличието на магмена активност под разлома. Геотермалните прояви по неговото протежение са по-силни и продължителни и в много от случаите са свързани с кватернерни вулкани. Те включват фумароли, горещи извори, гейзери, солфатари. При изучаване на разседа в Кения е уточнено, че само 4 от намиращите се тук вулкани проявяват някаква активност. Това са Мененгай, Лонгонот, Сусва, и Пака.
Масаите наричат вулкана Kirima kia ngoma, което означава „Дяволски хълм“, защото според легендите им кратерът му е дом за много демони и призраци. През 1854 година тук се е състояла кървава битка между две масайски племена заради пасищата край езерото Найваша и по склоновете на рифта.

## Описание
Вулканът Мененгай е разположен на север от езерото Накуру и на 10 km северно от гр. Накуру, третият по големина град в Кения. Има една от най-обширните калдери в света, а склоновете му са силно полегати. От върха му се открива красива гледка към езерата Накуру и Богория в Кения. Членове на Ротари клуб са поставили на върха указателен стълб с посоките и разстоянията до няколко известни места в света. По склоновете на Мененгай извират горещи води, издигат се гейзери и изпарения, бълбукат кални локви. Температурата на изворите достига до 88 °C. Около калдерата се е оформил пръстен от дълбоки фрактури. По тялото на вулкана са разположени и няколко паразитни конуса. Счита се, че калдерата, която е от типа на Кракатау, е една от най-запазените в света от този вид. В центъра ѝ се намира малък конус, издигащ се над околното лавово поле, като по него се наблюдава фумаролна активност. Пластовете от втвърдена лава с различен състав от пред-калдерния вулкан могат да се проследят по стената на калдерата, започвайки от скалното образувание „Лъвската глава“ и стигайки до най-западните скали.
Южно от Мененгай и северозападно от езерото Накуру се намират две пост-калдерни маари. В посока изток-запад се простира и голяма фисура, през която вероятно магмата е изригнала при някоя от ерупциите на вулкана.

## Параметри
Вулканът Мененгай е разположен на дъното на рифтовата долина на 24 km южно от екватора. Формирал се е преди около 200 000 години с издигането на лавов щит с обем от 30 km3. Основата на рифта в Кения достига максималната си надморска височина от 2000 m между вулканите Лонгонот и Мененгай. Вулканът се намира на 2278 m над морското равнище, а огромната му калдера с размери 12 х 8 km се е образувала преди около 8000 години. Площта, която заема калдерата е 77 km2. Тя е заливана от по-късни потоци от лава над 70 пъти и вулканичните материали са образували дебел слой на дъното ѝ. Максималната височина на стената ѝ, отчетена при „Лъвската глава“, е 300 m. Фумаролната активност е висока и концентрирана само в калдерата, като температурата на 4 от фумаролите достига до 94 °C. Съществуват различни предположения за последното изригване на вулкана, но вероятният период е заключен между 7350 г. пр.н.е. и 6050 г. пр.н.е.

## Геология
Изграждането на масивния щит на вулкана преди около 200 000 години е последвано от две мощни изригвания на пепел, всяко от които е предшествано от изливане на потоци от лава, съдържаща пемза. Доминиращ еруптивен продукт при тази фаза е трахитът. Съдържанието на преобладаващите химични елементи в лавата е калций, желязо, стронций, итрий и цинк. В по-късните етапи се появяват още алуминий, калий, цирконий, ниобий и торий.
Първото изхвърляне на пепел се случва преди около 29 000 години и създава голяма калдера. Обемът на изхвърлената пепел е около 20 km3, а пепелта и лавата изригват като един общ поток, без прекъсвания. Ерупцията е от трахит, като съдържанието на различните химични елементи в него се променя по време на изригването.
Второто е преди приблизително 8000 години и разширява и оформя старата калдера до днешните ѝ размери. Изхвърлени са 30 km3 пирокластична трахитна магма, която потича по склоновете на вулкана. Площ от 0,135 km2 е покрита от туфи, които се откриват и по скални оголвания, стоящи по-високо от еруптивните процепи. Туфите представляват отломки, изхвърлени от вулкана, които са се споили и са се циментирали по химичен път.
Езерните утайки в калдерата представят доказателства за късно вътрешно езеро, което е съществувало в приблизителния период от 12850 г. пр.н.е. до 8300 г. пр.н.е. Най-младото наслояване на лава в калдерата е станало преди няколкостотин години.
Развитието на трахитната калдера на Мененгай може да се проследи по напластяването на лава с разнообразни варианти на състава си при различните разливи и ерупции. Химичният състав на туфите е подобен на този на лавата, но туфите са с по-ниска концентрация на магнезий, алуминий, фосфор и стронций. Химичните изменения на някои единични туфи показват, че те са изхвърлени от отделна зона на подземната камера и това се е случвало многократно в историята на вулкана. Зонирането на камерата се дължи на кристализацията на около 75% от фракциите на алкалните фелдшпати, оливин, клинопироксен, титаномагнетит, апатит. Някои проби от пепелните туфи от източната стена на калдера са изключително богати на барий – със 7 – 20% повече отколкото в подземните слоеве.

## Геотермални проучвания и перспективи
Правителството на Кения и KenGen (Kenya’s Electricity Generation Company) организират проучвания на повърхността на вулкана, протекли между януари и май 2004 г. и обхванали площ от 900 km2. Общите резултати от геоложките, геофизичните, геохимичните и топлинни проучвания сочат наличието на гореща, еластична и плътна маса под калдерата. Горещата магма довежда до появата на геотермална система с резервоар непосредствено под калдерата. Изпод нея бликат горещи извори, а други изтичат главно по северните склонове на вулкана. Тези проучвания доказват, че магмената камера е разположена високо, намира се на дълбочина от 3,5 – 4 km и е с температура над 300 °C. Сеизмичните проучвания отчитат групи от плитки микроземетресения в калдерата. Това се обяснява с високотемпературните геотермални полета, свързани с плиткостояща магма. Територията е подходяща за изграждането на геотермална електроцентрала, която да произвежда ток, черпейки топлинна енергия от земните недра. Данните и предварителните изчисления показват, че се губят 3536 Mwt енергия, излитаща в атмосферата и още 2440 Mwt чрез конвекция. Екологичните проучвания доказват, че провеждането на сондиране, необходимо за такава електроцентрала, би имало минимално въздействие върху вулкана.

## Съвременно състояние
Сателитните снимки през последното десетилетие показват, че вулканът е понижил нивото си с няколко сантиметра. Тези малки промени, които не се забелязват с просто око са били открити от сложния сателитен радар InSAR. Изучавайки сателитните снимки, учени от Европейската космическа агенция установяват, че за периода от 1997 до 2000 година вулканът се е понижил с около 2 до 5 cm. Тези промени говорят за засилена активност на вулкана.

## Митология
Вулканът Мененгай е обгърнат с мъгли, слухове и много суеверия. Според масайските митове калдерата му и една от пещерите на южния му склон са странни места, населени с духове и призраци. Разказват се истории за необясними събития. От дълбините на кратера се носят странни звуци, подобни на чанове на добитък. Понякога безследно изчезват хора, други са откривани по-късно, загубили ориентация за време и място, скитайки наоколо в блажен транс. Други се самоубиват, скачайки от скалите, някои от които са високи над 900 m. Разказва се още, че когато човек отиде да събира дърва в калдерата или в пещерите, не може да се върне, ако не остави обратно дървата. Местното население смята, че зли духове отвличат хора и животни и ги замъкват през кратера в Долния свят. Според масайските разкази между 1950 г. и 1960 г. призраците са използвали плодородното дъно на калдерата, като са обработвали и засявали земята със селскостопански култури. Според очевидци демоните са ползвали трактори. Разказват, че изораването, засяването и събирането на реколтата се извършвало от духовете общо за 1 час. Местните хора дори твърдят, че са виждали как дяволът кара мотоциклет в непосредствена близост до кратера. Някои вярват, че това са представители на чужда цивилизация, а други – че са духове от Долния свят.
Съществува и една широко разпространена легенда за „Плаващия чадър“ или „Плаващия щит“. Според нея по време на дъжд над огромната калдера се рее нещо като щит, който мистериозно изчезва веднага, щом валежите спрат. Според други се появява грамаден чадър, който се движи сам из планината, без никой да го носи.
Въпреки разказите за зловещи истории, поклонници от много области на Кения идват да се молят при вулкана в продължение на часове, а понякога и на дни. Други дори прекарват дни и месеци в пещерата, като това засилва усещанията им за близост с Бога или боговете, според вярванията им.